# Мухаммад I ибн Идрис
Мухаммад I ибн Идрис (араб. محمد بن إدريس‎; ум. 836, Фес) — третий халиф государства Идрисидов в 828—836 годах.

## Биография
Был старшим сыном халифа Идриса II и внуком основателя государства Идриса ибн Абдуллаха. Унаследовав власть после смерти отца, разделил государство между 7 младшими братьями, что привело к междоусобной войне Мухаммада с братом Исой, который был разбит братьями Мухаммадом и Умаром, получившим за поддержку город Танжер.
Скончался в 836 году в Фесе, ему наследовал его малолетний сын Али.